# 戈利木單抗
戈利木單抗（INN:golimumab，CNTO 148）是一種人類單株抗體（抗體結構基於人類的抗體基因序列設計），屬於生物製劑類的免疫抑制劑。戈利木單抗能夠阻斷腫瘤壞死因子與細胞受體結合，達成抑制發炎的作用，它是是一種腫瘤壞死因子抑制劑。 使用戈利木單抗後，患者的C反應蛋白、白血球介素-6、細胞間黏附分子1、基質金屬蛋白酶3 和血管內皮生長因子 (VEGF) 血中濃度都會顯著下降，顯示此藥物可有效抑制發炎和並調節骨骼的代謝。
此藥可已皮下注射或静脉注射給藥，目前市場上以前者為主。此藥已名列世界衛生組織基本藥物標準清單。

## 醫療用途
歐洲藥品管理局（EMA）已批准戈利木單抗用於治療類風濕性關節炎、乾癬性關節炎和僵直性脊椎炎。美國食品藥物管理局（FDA）以及歐洲藥品管理局（EMA）於2013年批准此藥物用於治療潰瘍性結腸炎。 
在加拿大和美國，戈利木單抗被批准作為每月一次的皮下注射，用於治療有中度至重度活動性類風濕性關節炎、乾癬性關節炎、幼年特發性關節炎和罹患僵直性脊椎炎的成人患者。

## 不良反應
最常見的不良反應（發生率 >5%）為上呼吸道感染、普通感冒（又稱鼻咽炎）和注射部位反應。
FDA要求在藥物標籤上加註黑框警告：接受Simponi治療的患者中，曾發生導致住院或死亡的嚴重感染，包括結核病（TB）、細菌性敗血症、侵襲性真菌病（如組織胞漿菌病）和其他機會性感染。

## 開發
戈利木單抗可與可溶性和跨膜形式的腫瘤壞死因子結合，因而阻止腫瘤壞死因子與其受體結合。科學家們利用轉基因小鼠，使其產生針對人類腫瘤壞死因子的抗體，然後通過雜交瘤技術，建立能夠大量生產這種抗體的細胞株，最終從中分離出此藥物。
科學家們透過嚴格的檢測，確認細胞株能有效產生具有人類輕鏈、重鏈結構，並能與腫瘤壞死因子結合的戈利木單抗抗體，最終選定此細胞株。商業化的生產是在以連續灌注方式培養的重組細胞系中進行。

## 社會與文化

### 供應情況
戈利木單抗由楊森製藥下屬的Janssen Biotech, Inc.（前身為Centocor Biotech, Inc.）所開發，Janssen Biotech, Inc.在美國銷售此項產品，也在加拿大、中美洲及南美洲、中東、非洲和亞太地區銷售。在歐盟、俄羅斯和土耳其的經銷權由默克製藥所屬的MSD（愛爾蘭）持有。在日本、印尼和台灣，經銷權由田邊三菱製藥公司持有。

## 研究

### 類風濕性關節炎
在類風濕性關節炎患者中進行的大型雙盲隨機對照試驗，顯示戈利木單抗與胺甲蝶呤聯合使用比單獨使用胺甲蝶呤更為有效。在臨床上有使用必要時，戈利木單抗被認為是一種在考量療效與費用後，具備合理成本效益的治療方案。英國國家健康與臨床優化研究所（NICE）表示，建議對先前腫瘤壞死因子抑制治療失敗的類風濕性關節炎患者，改用戈利木單抗。使用此藥物進行腫瘤壞死因子抑制治療，與使用其他藥物（如阿達木單抗和賽妥珠單抗）不同，且尚未有藥物引起的全身性紅斑狼瘡樣症候群（DILS）的報告。

### 葡萄膜炎
有初步證據顯示戈利木單抗可作為葡萄膜炎的一種治療選擇。